# Batalla de Ridgeway
La Batalla de Ridgeway (a veces conocido como la Batalla de Lime Ridge o de Limestone Ridge) tuvo lugar cerca de Ridgeway, en Canadá occidental, actualmente Ontario, el 2 de junio de 1866, entre las tropas canadienses y un ejército irregular de los irlandeses-americanos invasores, los Fenians. Fue la escaramuza más grande de las llamadas "Fenian Raids".

## Historia
La Hermandad Feniana, ubicada en la ciudad de Nueva York, intentaba apoyar diversos grupos irlandeses relacionados con forzar al Reino Unido a negociar la formación de una República Irlandesa independiente. Aprovecharon el suministro de armas de los Estados Unidos, que habían concluido recientemente una Guerra Civil, y del amplio número de jóvenes desempleados que emergieron del conflicto con algún grado de entrenamiento militar. Sin embargo, aún era un ejército de gente civil, que se reunió en la costa Estadounidense del Río Niágara, durante las últimas semanas de mayo de 1866. Los Fenianos no intentaron ocultarlo, y ambas autoridades, Estadounidenses y Británicas eran conscientes de las inminentes operaciones militares.
Los Estados Unidos hicieron esfuerzos poco entusiastas para impedir a los Fenianos cruzar el Río Niágara, e invadir Canadá; el gobierno de los Estados Unidos se resistía a ayudar a los Británicos/Canadienses tras la fallida invasión de los Estados Unidos contra Canadá durante la Guerra de 1812 y el apoyo recibido de los Confederados en la Guerra Civil. Las tropas Fenianas, dirigidas por el General John O'Neill, un excomandante de caballería, aseguró los botes y envió cerca de 800 personas a través del Niágara, desembarcando justo sobre Fort Erie, antes del amanecer del 1 de junio de 1866. Un número adicional de 200 a 400 Fenianos, más suministros, cruzaron el río más tarde, durante la mañana y mediodía, hasta que la cañonera de la Marina Estadounidense, el USS Michigan, comenzó a interceptar las barcazas Fenianas a las 2:20 PM - 13 horas después de que el primer grupo Feniano desembarcara en Canadá. Un grupo de 250 hombres, el 17º Regimiento Feniano de Kentucky, del Teniente General George Owen Starr, desembarcó en Canadá aproximadamente a la 1:30 AM y enarboló una gran bandera verde Feniana, con un arpa Irlandesa dorada. Aproximadamente a dos horas de la llegada de las fuerzas principales de O'Neill. El grupo de Starr se apresuró a tomar el pueblo, cortaron los cables telegráficos y tomaron control total de los campos del ferrocarril ubicados al sur de Fort Erie para el amanecer, mientras que el resto del ejército de O'Neill desembarcaba. Las autoridades de los Estados Unidos permitieron el embarco de hombres dearmados al ferry de Buffalo, y pequeños botes cruzaron libremente el Río Niágara hasta el atardecer. El número de Fenianos que cruzaron durante las primeras 13 horas del primero de Junio, fueron al menos de 1,000; con un máximo de 1,350; pero es imposible determinar un número preciso.
O'Neill pasó el primer día intentando reunir a los ciudadanos locales a la causa Feniana y a requisar provisiones para su misión, pero su ejército fue mermado por muchas deserciones casi desde el comienzo. Para el anochecer, O'Neill calculó que tenía apenas 500 hombres a su favor. Más tarde en la noche, el ejército de O'Neill fue reforzado por 200 hombres más que habían sido desplegados antes en otros lugares, dando un total de al menos 650 a 800 hombres.
Mientras tanto, los Británicos estaban movilizando las milicias Canadienses y tropas Británicas de guarnición a defender la inminente invasión de Canadá. Los Fenianos se desplazaron en la noche sobre el norte de Black Creek (Ontario), a través de un pantano de cedro, entonces se movilizaron sobre tierra firme en Ridge Road en la mañana del 2 de junio, tomando una posición defensiva en Limestone Ridge cerca de donde se ubica el actual pueblo de Ridgeway. Ahí chocaron con 850 militantes Canadienses (los Queen's Own Rifles of Toronto, uniformados de verde oscuro, y el 13er Batallón de Hamilton de color rojo, reforzado por dos compañías de Caledonia y York) comandados por el teniente coronel Alfred Booker. Ambas fuerzas eran inexperimentadas y la contienda que se sucedió estuvo marcada por la confusión y los retiros oportunos de ambos lados. Algunos de los militantes Canadienses confundieron a los exploradores Fenianos montados a caballo con la caballería. Las órdenes de defender contra un ataque de la caballería, aunque fue rápidamente detenida, indujo al caos en los rangos Canadienses y Booker ordenó la retirada después de una a tres horas de batalla. Entonces, los Fenianos retrocedieron a Fort Erie. Las bajas Canadienses incluyeron 10 muertos y 37 heridos, con una muerte adicional por heridas varios días después. O'Neill anunció que sólo había tenido cuatro o cinco muertos, pero los Canadienses encontraron seis cuerpos Fenianos en el campo de batalla.